# Pinus brutia
Il pino calabro (Pinus brutia, Ten. 1811) è un pino nativo della regione mediterranea orientale.

## Descrizione
Portamento 
Albero di media altezza, può raggiungere e superare i 30 m ma di solito è più basso. Il tronco ha un diametro di 1 m circa, raramente di più. La corteccia è rosso-arancione, spessa e fessurata alla base, più sottile verso la cima.
 Corteccia 
Si presenta rossastra e spessa verso il basso, più scura e con squame più sottili verso l'alto.
 Foglie 
Aghiformi, lunghe 10–16 cm, sottili, riunite in mazzetti di due, di colore verde chiaro.
 Fiori 
Meglio indicati come sporofilli, maturano in marzo-maggio.
- Macrosporofilli: sono rossi e grandi 1 cm circa,
- Microsporofilli: sono costituiti da piccoli coni ovoidali di 7 mm circa.

 Strobili 
Duri e pesanti, di forma ovale-conica, sono lunghi 6–11 cm e larghi 3–5 cm. Sono di colore verde chiaro in età giovanile e diventano rosso-marroni dopo due anni. Si aprono lentamente nel corso di due anni per liberare i semi che sono lunghi 7–8 mm e dotati di un'ala di 15–20 mm.

## Distribuzione e habitat
Particolarmente frequente in Turchia e Grecia orientale. Si spinge fino in Crimea, in  Georgia, Azerbaigian, Iraq settentrionale, Siria occidentale, Libano, e Cipro. In Italia è presente (introdotto, naturalizzato) in natura solo nelle zone collinari di Calabria, Puglia, Campania e Basilicata.
Specie moderatamente termofila, preferisce la pianura o la bassa montagna da 600 m a 1200 m a seconda della latitudine.

## Tassonomia
Il pino calabro è molto simile al pino di Aleppo (Pinus halepensis), al pino delle Canarie (Pinus canariensis) e al pino marittimo (Pinus pinaster) che hanno molte caratteristiche in comune. Alcuni autori lo hanno considerato una sottospecie del pino d'Aleppo, ma di solito viene considerato una specie distinta. Si tratta di una specie moderatamente variabile e sono state identificate le seguenti sottospecie e varietà:
- Pinus brutia subsp. brutia var. brutia (forma tipica, comune in gran parte dell'areale)
  - Pinus brutia subsp. brutia var. pityusa (Georgia e le adiacenti coste della Russia sul Mar Nero, poco distinto dalla forma tipica)
  - Pinus brutia subsp. brutia var. stankewiczii (Crimea: poco distinta dalla forma tipica)
  - Pinus brutia subsp. brutia var. pendulifolia (Turchia meridionale costiera; aghi di 20–29 cm, penduli)
- Pinus brutia subsp. eldarica (pino di Eldar; Azerbaigian; aghi di 8–14 cm, strobili di 5–9 cm).

Il pino di Eldar è trattato da alcuni autori come una specie a sé stante (Pinus eldarica); è adattato a un clima più asciutto e con piogge estive, invece la sottospecie brutia è adattata a climi con piogge prevalentemente invernali.